# شهرستان هپینگ
هیپینگ (به لاتین: Heping County) یک شهرستان در جمهوری خلق چین است که در هیوان واقع شده‌است.